# 日新 (福井市)
日新（にっしん）は、福井県福井市の地域。

## 学校
周辺には、福井大学をはじめとして、福井商業高校等の学校がある文教地区である。不死鳥ブロックに属する。

## 人口
日新には2024年1月1日現在5539人が住んでおり、世帯数は2666世帯。そのうち男性が2761人、女性は2778人。